# Vincenzo Giummarra
Vincenzo Giummarra (Ragusa, 9 de maig de 1923) és un polític sicilià. Ha estat assistent de Dret Penal Processal a la Universitat de Catània. Membre de la Democràcia Cristiana Italiana, fou conseller i assessor municipal de Ragusa i secretari provincial de la DCI de 1952 a 1955, quan fou nomenat secretari regional. Fou elegit diputat a l'Assemblea Regional Siciliana a les eleccions regionals de Sicília de 1955, 1959, 1963 i 1967 i 1971 pel col·legi de Ragusa. El 1963 fou nomenat vicepresident de l'Assemblea Regional i president regional d'11 d'agost a 27 de setembre de 1967, i novament de 22 de desembre de 1972 a 26 de març de 1974.
El 1976 renuncià a presentar-se un altre cop i fou nomenat president de la Caixa Central d'Estalvis de les Províncies Sicilianes. També fou escollit eurodiputat per la DCI (Partit Popular Europeu) a les eleccions europees de 1979 i 1984. Va ser president de la Delegació per a les Relacions amb els països d'Àsia meridional (1987-1989), vicepresident de la Delegació per les Relacions amb els Estats Units (1987-1989), i membre de la Comissió de Relacions Econòmiques Exteriors i de la Comissió de Política Regional i Ordenació del Territori del Parlament Europeu (1982-1989).